# 田代有三
田代有三（1982年7月22日—），已退役日本足球運動員，前日本國家足球隊成員。

## 俱樂部生涯
田代有三2005年从福冈大学毕业加盟鹿岛鹿角，2010年租借效力山形山神，2012年转投神户胜利船。上赛季出场13场打进1球。曾为日本国家队出场3场没有进球。
神户胜利船官方宣布前锋田代有三合同期满离队。田代有三表示希望前往海外挑战。 
日乙联赛球队大阪樱花官方宣布前锋田代有三正式加盟。
前日本国脚田代有三正式宣布了自己的退役决定。

## 外部連結
- National Football Teams
- Japan National Football Team Database
- 田代有三 Yuzo Tashiro的X（前Twitter）
- Yuzo Tashiro的Instagram帳戶
- YouTube上的Yuzoちゃんねるinオーストラリア頻道
- Soccerway資料庫：田代有三
- 日本職業足球聯賽中的田代有三 （日語）